# Anisodes metaspilata
Anisodes metaspilata là một loài bướm đêm trong họ Geometridae.